# ナターシャ・グジー
ナターシャ・グジー（Nataliya Gudziy 1980年2月4日 - ）は、ウクライナ出身で日本で活動している歌手、バンドゥーラ演奏家（バンドゥリースト）である。

## 概要
ウクライナのドニエプロペトロフスク州（現：ドニプロペトロウシク州）の村に生まれ、チェルノブイリ原子力発電所から3.5kmのプリピャチへ転居した。1986年4月26日のチェルノブイリ原子力発電所爆発事故によって被曝した後、避難生活で各地を転々としてキーウへ移住する。
ウクライナの民族楽器バンドゥーラの音色に魅せられ、8歳から音楽学校で学ぶ。チェルノブイリ原発事故で被災した少年少女を中心に結成された民族音楽団「チェルボナ・カリーナ」（チェルノブイリの赤いカリーナの実）のメンバーとして、1996年と1998年に来日し、全国で救援コンサートを行う。2000年からは日本語を学びながら日本での本格的な活動を開始。その透明で美しい水晶の歌声とバンドゥーラの可憐な響きは、多くの聴衆の心を惹きつけている。2005年7月のウクライナ大統領ヴィクトル・ユシチェンコ来日の際には、首相官邸での小泉純一郎首相主催の夕食会に招かれ、演奏を披露。チェルノブイリ救援コンサートのほか、テレビ、ラジオ、音楽教室や学校での国際理解教室など多方面で活躍している。2016年には、音楽を通じた日本とウクライナの相互理解の促進に対する功績が認められ、日本国外務省から外務大臣表彰を受けた。
2022年に発生したロシアのウクライナ侵攻を受けて、さまざまなウクライナ支援プロジェクトを展開中。CFU47「希望の大地」チャリティーツアープロジェクトでは、これまでのウクライナ支援のお礼と今後長期に必要となる支援のお願いとして、47都道府県でのチャリティーコンサート実施に取り組んでいる。また、長期支援には、ウクライナ文化（料理、言葉、刺しゅう、音楽など）を紹介して、ウクライナに興味を持ってもらい、好きになってもらうことが欠かせないとして、食べて応援!ウクライナ「なっちゃんボルシチ」クラウドファンディングを、マクアケで8月10日より10月14日まで実施。#勝手にウクライナ語会話 として、簡単なウクライナ語会話や豆知識などを毎日発信を続けている。更には、幼なじみで同じくチェルノブイリ避難民でもある友人を通じて、現地支援活動を行なっており、食料支援などのほか、スラーバ・ナロードゥ・ウクライーニ!（ウクライナの人々に栄光あれ）プロジェクトで、現地被災者に生活費の供給を目的としてウクライナ刺しゅうのブラウスなどをフェアトレードで買取り、支援グッズとして被災者のメッセージ付きで、コンサート会場で販売、その売り上げをまた現地に送っている。

## ディスコグラフィー
- 2002年、井上鑑プロデュースの「セルツェ（こころ）」（音楽センター）
- 2004年、来日5周年記念アルバム『Nataliya（ナタリア）』、クリスマスアルバム『Merry Christmas』（ともにオフィスジルカ）
- 2006年
  - チェルノブイリ20年救援アルバム『こころに咲く花』（音楽センター）
  - ウクライナの故郷や家族への想い、チェルノブイリ原発事故の体験、日本での音楽活動について日本語で綴った著作に5曲入りCD（金色の花、いつも何度でも、遥かに遠い空、涙そうそう、ふるさと）をセットにした初のCDブック『ふるさと〜伝えたい想い〜』（オフィスジルカ）
- 2009年、来日10周年記念アルバム『ナタリア2』、クラシックアルバム『ヒーリング』（ともにオフィスジルカ）
- 2014年、来日15周年記念アルバム『旅歌人（コブザーリ）』（オフィスジルカ）を再び井上鑑プロデュースにて発表
- 2017年、小椋佳の新作曲をタイトル曲にした小椋佳作品集『命はいつも生きようとしてる』（ゴッドフィールドエンタープライズ）[6]
- 2020年、来日20周年記念映像作品集DVD『FILM旅歌人（フィルムコブザーリ）』（オフィスジルカ）

## おもな出演番組
- 視点・論点（2008年8月6日） - 広島の原爆の日、チェルノブイリ原発事故の体験談を通じ、生命の尊厳を訴え「いつも何度でも」を演奏・歌唱。
- 徹子の部屋（2008年4月8日） - チェルノブイリ原発事故から12年目の4月、日本での活動を続けるナターシャ・グジーが徹子の部屋へ出演し、自らの体験などを伝え、「見上げてごらん夜の星を」「いつも何度でも」の弾き語りを披露。
- 24時間テレビ・愛は地球を救う36（2013年8月25日）- 生出演。福島原発事故で離ればなれになった子どもたちの富士登山企画とのコラボで応援歌として「いつも何度でも」を日本武道館で生演奏した。
- 情熱大陸（2022年8月14日）- 来日22年、ウクライナと日本の文化の架け橋として常に第一線で活躍してきた現在の活動、ウクライナ支援とその素顔に迫った。